# استیون پوستر
استیون پوستر (انگلیسی: Steven Poster؛ زادهٔ ۱ مارس ۱۹۴۴) فیلم‌بردار اهل ایالات متحده آمریکا است.

## فیلم‌شناسی
- Blood Beach (۱۹۸۰)
- Dead & Buried (۱۹۸۱)
- Spring Break (۱۹۸۳)
- Strange Brew (۱۹۸۳)
- شاهد (۱۹۸۳)
- The New Kids (۱۹۸۵)
- The Heavenly Kid (۱۹۸۵)
- شهر آبی (۱۹۸۶)
- The Boy Who Could Fly (۱۹۸۶)
- I'll Take Manhattan (1987)
- کسی برای محافظت از من (۱۹۸۷)
- Aloha Summer (۱۹۸۸)
- Big Top Pee-wee (۱۹۸۸)
- نزدیک‌ترین خویشاوند (۱۹۸۹)
- راکی ۵ (۱۹۹۰)
- بوی گند زندگی (۱۹۹۱)
- The Cemetery Club (۱۹۹۳)
- RocketMan (۱۹۹۷)
- نیمه شانس (۱۹۹۸)
- دانی دارکو (۲۰۰۱)
- استوارت کوچولو ۲ (۲۰۰۲)
- مهدکودک بابا (۲۰۰۳)
- داستان‌های سرزمین جنوبی (۲۰۰۶)
- Spread (۲۰۰۹)
- جعبه (۲۰۰۹)
- گربه‌ها و سگ‌ها: انتقام از کیتی گالور (۲۰۱۰)
- کاغذ مگس‌کش (۲۰۱۱)
- Amityville: The Awakening (۲۰۱۷)